# Stadtbibliothek Rostock
Die Stadtbibliothek Rostock wurde 1894 gegründet und verfügt über einen Bestand von ca. 140.000 Medien. Die Stadtbibliothek Rostock unterhält neben der Zentralbibliothek in der Kröpeliner Straße 82 weitere fünf Zweigbibliotheken.

## Geschichte
Die Bibliothek wurde 1894 als Volksbibliothek gegründet. Sie ging aus einer in Privatbesitz befindlichen Bibliothek hervor. Diese Volksbibliothek war die erste ihrer Art in Rostock. 1905 übernahm die „Rostocker Gemeinnützige Gesellschaft“ die Leitung der Bibliothek und gründete diese am alten Standort unter der Bezeichnung „öffentliche Bücher- und Lesehalle“ in der Wismarschen Str. 64 neu. Eine Vergrößerung erfuhr die Volksbibliothek 1919, als durch einen Beschluss der Bürgervertretung am 1. Oktober 1919 die „Städtischen Volksbücherei“ eröffnete. Diese entstand als Zusammenschluss der Volksbücherei der Gemeinnützigen Gesellschaft Rostock und Bibliotheken mehrerer Gewerkschaften. Ein Jahr später und bis 1932 gehörte die Rostocker Volksbücherei zu den größten Büchereien des Landes. Sie verfügte über einen Bestand von rund 13.000 Bänden (1932). Die 1932 neu eröffnete Zentralbibliothek in der Breiten Straße 18 wurde durch die Bombenangriffe während des Zweiten Weltkrieges 1942 zerstört, jedoch blieb ein Großteil des Bestandes erhalten. Dieser Bestand war durch Umstrukturierungen in der Zeit des Nationalsozialismus stark reduziert worden.
Nach Kriegsende 1945 begann man unter sowjetischer Leitung mit dem Wiederaufbau und der Bereinigung des Bestandes von ihrer Ansicht nach faschistischer und militaristischer Literatur. 4.400 Bände sortierte man aus. Die neue Zentralbibliothek in der Richard-Wagner-Straße 1a eröffnete mit einem Bestand von 7.700 Bänden am 1. Oktober 1945. Am 1. August 1946 wurde die entgeltfreie Ausleihe eingeführt, die bis heute Bestand hat.
Nach Gründung der DDR kam es zu einer Umstrukturierung des Bibliothekswesens durch das Ministerium für Kultur. In diesem Zuge gründete man 1954 die Volksbücherei als „Stadt- und Bezirksbibliothek Rostock“ neu. In dieser Funktion unterhielt die Stadtbibliothek bis zur Wende 1989/90 bis zu 27 Zweigstellen in Rostock.
1957 musste die Zentralbibliothek abermals umziehen, da das Gebäude in der Richard-Wagner-Straße als baufällig eingestuft wurde. Bis zur Eröffnung der neuen Zentralbibliothek im mittelalterlichen Giebelhaus in der Kröpeliner Straße 82 verteilte man die Bestände auf mehrere Zweigstellen. Am 11. Juli 1966 wurde die Stadtbibliothek nach Willi Bredel benannt und hieß fortan „Willi-Bredel-Bibliothek, Stadt- und Bezirksbibliothek Rostock“.
Da das Giebelhaus 1989 zur Rekonstruktion geräumt werden musste, verteilte man einen kleinen Bestand der Zentralbibliothek auf einige Zweigstellen. Den größten Teil des Bestandes lagerte man aus Platzmangel ein. Die Rekonstruktionsarbeiten am Giebelhaus dauerten bis 1992. Im Februar 1992 konnte die Zentralbibliothek der neu benannten „Stadtbibliothek Rostock“ wieder ihren Betrieb aufnehmen. Im Zuge weiterer Umbauarbeiten zwischen 1999 und 2000 erfolgte die Einrichtung eines EDV-gestützten Bibliothekssystems, das die fotomechanische Ausleihe ablöste.

## Das „Giebelhaus“
Das im spätgotischen Stil gehaltene Backsteingebäude, „Haus Ratschow“ in der Kröpeliner Straße 82, wurde Ende des 15. Jahrhunderts gebaut und ziert seither die Rostocker Innenstadt.
Durch den ausgeschmückten Staffelgiebel über dem zweigeschossigen Unterbau wird das Gebäude zum Blickfang. Der mit Zinnen besetzte Giebelumriss und das Friesband aus Löwen- und Rosetten-Formsteinen werden begleitet von gestaffelten Spitzbogenblenden und Kreisblenden mit Passionsszenen in den Bogenzwickeln.
Die Stadt Rostock erwarb das Gebäude 1910 von Ernst Ratschow (1865–1937), der für sein Leinen-, Wäsche- und Bettengeschäft das Mietrecht des Hauses behielt.
Das Haus blieb von den Bombenangriffen im Zweiten Weltkrieg auf Rostock verschont, wurde jedoch am 3. Mai 1945 von befreiten Zwangsarbeitern angesteckt und brannte bis auf die Giebelfassade ab. Wegen der zahlreichen Zerstörungen in der Stadt überließ man das Gebäude Hans Ratschow (1907–1987), der das Geschäft vom Vater übernommen hatte, im Wege des Erbbaurechts. Ab 1950 ließ Hans Ratschow das Gebäude hinter der Fassade neu errichten. Im Jahr 1961 zog die Stadtbibliothek Rostock ein, nachdem Hans Ratschow auf Grund der politischen Verhältnisse aus der DDR geflüchtet war. 1994 verzichtete die Erbengemeinschaft Ratschow auf das Gebäude und schenkte es der Stadt, dafür erhielt es den Namen „Haus Ratschow“. Im Treppenaufgang der Stadtbibliothek hängen Porträtdarstellungen mit Ernst Ratschow (1937) und Clara Ratschow (1938), die von Egon Tschirch geschaffen wurden.

## Onleihe
Die Stadtbibliothek Rostock bietet seit dem 1. Juli 2013 eMedien zur Ausleihe an. Seit November 2015 ist die Stadtbibliothek Rostock Mitglied des Onleihe-Verbundes Mecklenburg-Vorpommern. Neben E-Books sind auch E-Audios, E-Paper, E-Magazine und E-Videos Teil des Angebotes.